# Slovensko na zimních olympijských hrách
Slovensko na zimních olympijských hrách startuje od roku 1994. Toto je přehled účastí, medailového zisku a vlajkonošů na dané sportovní události.

## Přehled slovenských medailí na ZOH
| Přehled slovenských medailí na ZOH | Přehled slovenských medailí na ZOH | Přehled slovenských medailí na ZOH | Přehled slovenských medailí na ZOH | Přehled slovenských medailí na ZOH | Přehled slovenských medailí na ZOH | Přehled slovenských medailí na ZOH | Přehled slovenských medailí na ZOH | Přehled slovenských medailí na ZOH | Přehled slovenských medailí na ZOH |
| ---------------------------------- | ---------------------------------- | ---------------------------------- | ---------------------------------- | ---------------------------------- | ---------------------------------- | ---------------------------------- | ---------------------------------- | ---------------------------------- | ---------------------------------- |
| Poř.                               | Slovensko na ZOH                   | Město / Země                       | Zlatá olympijská medaile           | Stříbrná olympijská medaile        | Bronzová olympijská medaile        | Celkem                             | Celkem                             | Počet mužů                         | Počet žen                          |
| 17                                 | Slovensko na ZOH 1994              | 1994 Lillehammer (Norsko)          | 0                                  | 0                                  | 0                                  | 0                                  | 42                                 | 34                                 | 8                                  |
| 18                                 | Slovensko na ZOH 1998              | 1998 Nagano (Japonsko)             | 0                                  | 0                                  | 0                                  | 0                                  | 37                                 | 29                                 | 8                                  |
| 19                                 | Slovensko na ZOH 2002              | 2002 Salt Lake City (USA)          | 0                                  | 0                                  | 0                                  | 0                                  | 49                                 | 38                                 | 11                                 |
| 20                                 | Slovensko na ZOH 2006              | 2006 Turín (Itálie)                | 0                                  | 1                                  | 0                                  | 1                                  | 58                                 | 45                                 | 13                                 |
| 21                                 | Slovensko na ZOH 2010              | 2010 Vancouver (Kanada)            | 1                                  | 1                                  | 1                                  | 3                                  | 68                                 | 38                                 | 30                                 |
| 22                                 | Slovensko na ZOH 2014              | 2014 Soči (Rusko)                  | 1                                  | 0                                  | 0                                  | 1                                  | 62                                 | 45                                 | 17                                 |
| 23                                 | Slovensko na ZOH 2018              | 2018 Pchjongčchang (Jižní Korea)   | 1                                  | 2                                  | 0                                  | 3                                  | 56                                 | 41                                 | 15                                 |
| 24                                 | Slovensko na ZOH 2022              | 2022 Peking (Čína)                 | 1                                  | 0                                  | 1                                  | 2                                  | xx                                 | xx                                 | xx                                 |
|                                    |                                    | Celkem                             | 4                                  | 4                                  | 2                                  | 10                                 |                                    |                                    |                                    |
| Zdroj na Olympedia.org             |                                    |                                    |                                    |                                    |                                    |                                    |                                    |                                    |                                    |

## Zlato
| Rok      | Dějiště        | Olympionik          | Sport           | Disciplína                |
| -------- | -------------- | ------------------- | --------------- | ------------------------- |
| ZOH 1994 | Lillehammer    | bez medaile         | bez medaile     |                           |
| ZOH 1998 | Nagano         | bez medaile         | bez medaile     |                           |
| ZOH 2002 | Salt Lake City | bez medaile         | bez medaile     |                           |
| ZOH 2006 | Turín          | bez medaile         | bez medaile     |                           |
| ZOH 2010 | Vancouver      | Anastasia Kuzminová | Biatlon         | sprint na 7,5 km          |
| ZOH 2014 | Soči           | Anastasia Kuzminová | Biatlon         | sprint na 7,5 km          |
| ZOH 2018 | Pchjongčchang  | Anastasia Kuzminová | Biatlon         | závod s hromadným startem |
| ZOH 2022 | Peking         | Petra Vlhová        | Alpské lyžování | slalom                    |

## Stříbro
| Rok      | Dějiště        | Olympionik          | Sport        | Disciplína          |
| -------- | -------------- | ------------------- | ------------ | ------------------- |
| ZOH 1994 | Lillehammer    | bez medaile         | bez medaile  |                     |
| ZOH 1998 | Nagano         | bez medaile         | bez medaile  |                     |
| ZOH 2002 | Salt Lake City | bez medaile         | bez medaile  |                     |
| ZOH 2006 | Turín          | Radoslav Židek      | Snowboarding | snowboardcross      |
| ZOH 2010 | Vancouver      | Anastasia Kuzminová | Biatlon      | 10 km stíhací závod |
| ZOH 2018 | Pchjongčchang  | Anastasia Kuzminová | Biatlon      | 10 km stíhací závod |
| ZOH 2018 | Pchjongčchang  | Anastasia Kuzminová | Biatlon      | vytrvalostní závod  |

## Bronz
| Rok      | Dějiště        | Olympionik          | Sport       | Disciplína                |
| -------- | -------------- | ------------------- | ----------- | ------------------------- |
| ZOH 1994 | Lillehammer    | bez medaile         | bez medaile |                           |
| ZOH 1998 | Nagano         | bez medaile         | bez medaile |                           |
| ZOH 2002 | Salt Lake City | bez medaile         | bez medaile |                           |
| ZOH 2006 | Turín          | bez medaile         | bez medaile |                           |
| ZOH 2010 | Vancouver      | Pavol Hurajt        | Biatlon     | závod s hromadným startem |
| ZOH 2022 | Peking         | Mužský hokejový tým | Lední hokej |                           |